# Czwórka (wieś)
Czwórka – wieś w Polsce, położona w województwie dolnośląskim, w powiecie oleśnickim, w gminie Twardogóra. Wchodzi w skład sołectwa Domasławice.
Do 2024 r. miejscowość była przysiółkiem wsi Domasławice. W latach 1975–1998  przysiółek należał administracyjnie do województwa wrocławskiego.